# Station Stensli
Station Stensli is een station in Stensli in de gemeente Holtålen in fylke Trøndelag  in  Noorwegen. Het station  ligt aan Rørosbanen. Stensli werd in 1877 geopend als Eidet stasjon. Sinds 1975 is het onbemand. Er stoppen geen personentreinen meer.